# Blackburn
Blackburn es una ciudad inglesa, del condado de Lancashire, situada a unos 34 km al noroeste de Mánchester. Su población estimada es de algo más de 100 000 habitantes.

## Historia
Fue durante la Revolución industrial un importante centro de la industria textil. Desde 1998[cita requerida] depende de la autoridad unitaria de Blackburn y Darwen. 

## Deportes
El club de fútbol local, el Blackburn Rovers FC, se desenvuelve en el segundo nivel del fútbol inglés, la EFL Championship. Su estadio es el Ewood Park cuya capacidad es para más de 31 000 espectadores.

## Ciudades hermanadas
- Altena (Alemania)
- Péronne (Francia)
- Tarnów (Polonia)